# Villafranca Sicula
Villafranca Sicula település Olaszországban, Szicília régióban, Agrigento megyében. Lakosainak száma 1332 fő (2023. január 1.). Villafranca Sicula Calamonaci, Caltabellotta, Lucca Sicula és Burgio községekkel határos.

## Népesség
A település lakossága az elmúlt években az alábbi módon változott:
| Lakosok száma | 1389 | 1364 | 1332 |
|               | 2017 | 2018 | 2023 |